# 王润梅 (市政工人)
王润梅（1975年—），女，河北易县人，汉族，中华人民共和国市政工人，太原市市政公共设施管理处第二道排养护管理所水道三组组长，中国共产党党员，第十二届、第十三届全国人大代表。王润梅曾获评全国劳动模范、全国五一劳动奖章、山西省特级劳动模范、山西省劳动模范、山西省优秀共产党员等荣誉。

## 生平
王润梅早年擔任太原市政水道工，后任太原市市政公共设施管理处第二道排养护管理所水道三组组长。2013年，被选为全国人大代表。2018年1月，当选第十三届全国人大代表。